# The Berlin tapes
The Berlin tapes is een studioalbum van Icehouse. Leider van de band Iva Davies plaatste zich met dit album buiten de muziekgroep (Iva Davies & Icehouse). Hij ging een samenwerkingsverband aan met klassiek componist Max Lambert in een muziekalbum met covers, ter begeleiding van de Sydney Dance Company. Het album was in eerste instantie een enkele compact disc, maar werd ook wel uitgebracht met Boxes, een muzikale verslaglegging van een eerdere samenwerking tussen Icehouse en Sydney Dance Company, waarbij Iva Davies en Bob Kretschmer alles schreven en uitvoerden. Na de eerste uitgave verschenen meerdere heruitgaven, waaronder ook een onder de titel Heroes; die heruitgaven bevatten soms extra tracks of juist tracks minder. Opnamen vonden plaats in Davies’ eigen geluidsstudio DIVA in Whale Beach, suburb van Sydney.

## Musici
- Iva Davies – zang, gitaar, basgitaar, toetsinstrumenten en programeerwerk
- Max Lambert – piano
- Paul Wheeler – drumstel
- Adrian Walls – cello

Met 
- David Chapman – programmeerwerk en arrangementen
- Steve Bull – basgitaar.

## Muziek
| Nr. | Titel                                               | Duur |
| --- | --------------------------------------------------- | ---- |
| 1.  | Loving the Alien (van David Bowie)                  | 5:34 |
| 2.  | Sister Europe (van The Psychedelic Furs)            | 3:59 |
| 3.  | Heaven (van Talking Heads)                          | 4:27 |
| 4.  | Complicated game (van XTC)                          | 5:27 |
| 5.  | Berlin (van Lou Reed)                               | 0:49 |
| 6.  | All the way (van Frank Sinatra)                     | 3:16 |
| 7.  | All tomorrow’s parties (van The Velvet Underground) | 4:35 |
| 8.  | Let There Be Love (van Simple Minds)                | 4:33 |
| 9.  | Disappointed (van Public Image Ltd)                 | 5:26 |
| 10. | A really good time (van Roxy Music)                 | 3:23 |
| 11. | At night (The Cure)                                 | 3:57 |
| 12. | Love Like Blood (van Killing Joke)                  | 5:47 |
| 13. | Heroes (David Bowie)                                | 4:29 |

| Nr. | Titel                  | Duur |
| --- | ---------------------- | ---- |
| 1.  | Early images           | 3:48 |
| 2.  | Terra incognita        | 1:47 |
| 3.  | Solitaire              | 4:22 |
| 4.  | A break in the clouds  | 4:14 |
| 5.  | Love dance             | 2:57 |
| 6.  | No promises            | 6:02 |
| 7.  | The tempest, part 1    | 2:20 |
| 8.  | The tempest, part 2    | 2:27 |
| 9.  | Gravity                | 1:40 |
| 10. | Indian summer          | 3:45 |
| 11. | Russian dolls          | 5:13 |
| 12. | Regular boys           | 2:37 |
| 13. | Familiar winds         | 2:01 |
| 14. | The walker             | 1:25 |
| 15. | No promises (reprise)  | 1:21 |
| 16. | Surgery                | 2:36 |
| 17. | Regular boys (reprise) | 3:17 |
| 18. | Labyrinth, part 1      | 1:20 |
| 19. | Labyrinth, part 2      | 1:00 |
| 20. | Liberation, part 1     | 1:23 |
| 21. | Liberation, part 2     | 1:55 |